# Magnus Kaastrup
Magnus Kaastrup Larsen (* 28. Dezember 2000 in Virring, Skanderborg Kommune) ist ein dänischer Fußballspieler. Der Flügelstürmer war dänischer Nachwuchsnationalspieler.

## Karriere

### Verein
Kaastrup kam im Sommer 2013 von seinem Heimatverein Virring SSV als U14-Spieler zu Aarhus GF, wo er fortan ausgebildet wurde. Am 1. Januar 2016 unterzeichnete er dort einen Vertrag als Amateur im Jugendteam. Im Januar 2017 nahm Kaastrup am Trainingslager der ersten Mannschaft in Portugal teil. Am 14. Juli 2017 setzte ihn der Verein erstmals im Profifußball bei der 1:2-Heimniederlage gegen den AC Horsens ein, er wurde in der 15. Minute eingewechselt. Mit 16 Jahren und 198 Tagen wurde er zum jüngsten Debütanten des Klubs.
Am 28. März 2018 unterzeichnete Kaastrup einen Profivertrag bei Aarhus, der bis Ende 2020 Gültigkeit besitzt.
Zur Saison 2019/20 wechselte der Flügelspieler für ein Jahr auf Leihbasis zu Borussia Dortmund. Dort stand er im Kader der von seinem Landsmann Mike Tullberg trainierten zweiten Mannschaft, die in der Regionalliga West spielte. Kaastrup kam als Linksaußen auf 17 Saisoneinsätze (drei Tore und zwei Vorlagen) und beendete die aufgrund der COVID-19-Pandemie abgebrochene Spielzeit mit dem BVB auf dem 9. Tabellenrang. Im Anschluss kehrte er nach Aarhus zurück.

### Nationalmannschaft
In den Jahren 2015 und 2016 lief Kaastrup siebenmal (ein Tor) für die dänische U16-Nationalmannschaft auf. Ab August 2016 absolvierte er für die dänische U17 13 Spiele und erzielte dabei drei Tore, anschließend stand er bei sechs Einsätzen für die U18 auf dem Feld. Seit August 2018 spielt er für die U19-Auswahl Dänemarks.